# Xingtianosaurus

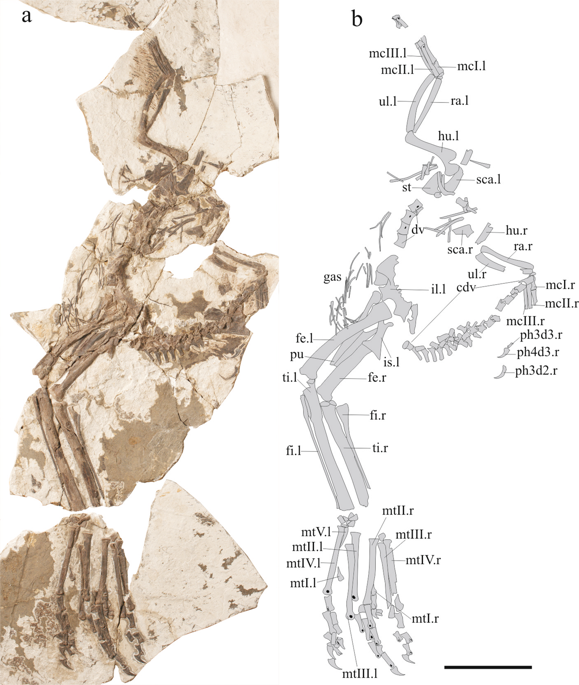
Het holotype plus diagram van Xingtianosaurus

Xingtianosaurus is een geslacht van theropode dinosauriërs, behorend tot de Maniraptora, dat tijdens het vroege Krijt leefde in het gebied van het huidige China. De enige benoemde soort is Xingtianosaurus ganqi.

## Vondst en naamgeving
Het Institute of Vertebrate Paleontology and Paleoanthropology te Beijing verwierf een skelet van een kleine theropode. Het was vermoedelijk gevonden bij het dorp Wangjiagou, in de prefectuur Yixian, in Liaoning. Het werd geprepareerd door Xiang Lishi. Het bleek een nog onbekende soort te zijn.

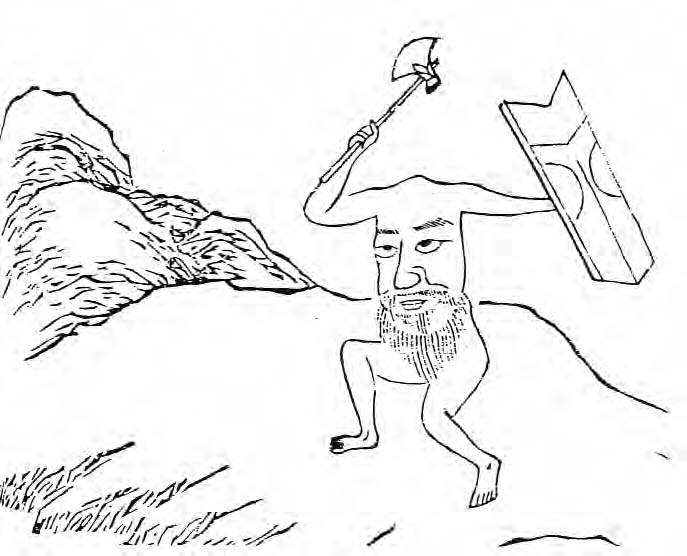
Xingtian

In 2019 werd de typesoort Xingtianosaurus ganqi benoemd en beschreven door Qiu Rui, Wang Xiaolin, Wang Qiang, Li Ning, Zhang Jialiang en Ma Yiyun. De geslachtsnaam is afgeleid van Xingtian, de "tegenstander van de hemel", de godheid waarvan verhaald wordt in het zevende hoofdstuk van de Shan Hai Jing, de klassieke compilatie van Chinese mythologie. Xingtian bleef doorvechten na zijn onthoofding; evenzo is het fossiel zijn kop kwijt. De soortaanduiding is de ganqi, de bijl die Xingtian als wapen gebruikte in zijn krijgsdans.
Het holotype, IVPP V13390, is gevonden in de Dakangpulagen van de Yixianformatie, die dateren uit het vroege Aptien. Het bestaat uit een skelet zonder schedel. Het skelet mist de hele voorkant waaronder de nek, de voorste rug en de ravenbeksbeenderen van de schoudergordel. Verder ligt het in verband, platgedrukt op een plaat. Kleine delen van het verenkleed zijn bewaard gebleven maar geen maagstenen.

## Beschrijving

### Vondst en naamgeving
Xingtianosaurus is een vrij kleine soort, met een lichaamslengte van ongeveer driekwart meter en een gewicht van enkele kilogrammen.
De beschrijvers wisten enkele onderscheidende kenmerken vast te stellen. De ruggenwervels hebben kleine pleurocoelen aan de bovenrand van hun wervellichamen. Het opperarmbeen is langer dan het schouderblad. De ellepijp is relatief lang, net zo lang als het opperarmbeen. In de pols maken het proximale en het buitenste vlak van het radiale, het polsbeentje dat het spaakbeen raakt, een hoek met elkaar van slechts 39°, terwijl dat bij andere Oviraptorosauria minstens 48° bedraagt. Het eerste middenhandsbeen is extreem kort met minder dan 40% van de lengte van het tweede middenhandsbeen. De vingerkootjes hebben kleine putjes voor de aanhechting van de gewrichtskapsels.

### Skelet
Bij één ruggenwervel is een kleine ondiepe pleurocoel, pneumatische opening, zichtbaar. Dat verschilt van Caudipteryx, die geen pleurocoelen bezit in de rug en van meer afgeleide oviraptorosauriërs die juist heel diepe uithollingen hebben. Kleine pleurocoelen zijn bij wervels altijd lastig te onderscheiden van zenuwopeningen. De staart telt minstens achttien wervels. Het staartuiteinde ontbreekt en dis is niet na te gaan of dat vergroeid is tot een pygostyle. Zoals bij oviraptorosauriërs in het algemeen is geen duidelijk punt zichtbaar waar de staartbasis overgaat in de middenstaart. Lange voorste gewrichtsuitsteeksels reiken halverwege de voorgaande wervel. Bij de zevende wervel raken de chevrons verkort. Alle chevrons hebben voor zover waarneembaar een sledevormige onderkant met een voorste uitsteeksel. Bovenaan heeft iedere chevron per zijde drie uitsteeksels waarvan de voorste de voorliggende wervel raakt, de achterste de achterliggende en de middelste tussen beide wervels insteekt.
Het schouderblad is recht en bandvormig. Het is korter dan het opperarmbeen, net als bij de Paraves maar anders dan bij typische oviraptorosauriërs. Bij het fossiel is de buitenzijde sterk hol tussen opstaande randen; dat kan een gevolg van compressie. De voorrand/bovenrand — meestal wordt het element als in een horizontale oriëntatie beschreven — loopt in het midden evenwijdig aan de achterrand/onderrand maar het achterste/bovenste uiteinde is verbreed. Dat uiteinde is ook wat ruw voor de aanhechting van de Musculus deltoideus scapularis. De processus acromialis is vrij klein en steekt schuin naar beneden/voren uit ten opzichte van de lengteas. Het borstbeen is groot, met een lengte van een kwart van die van het opperarmbeen. Het is ook complex gevormd met een voorste uitsteeksel aan de buitenste zijkant en een zwaardvormig uitsteeksel aan de binnenste achterrand. Dat is heel anders dan bij Caudipteryx waar iedere borstplaat een simpele ovaal is, en lijkt op de borstbeenderen van afgeleide Oviraptorosauria die veel vogelachtiger zijn. Het oppervlak van het borstbeen is gerimpeld voor de aanhechting van de Musculus pectoralis.
Het opperarmbeen heeft de helft van de lengte van het dijbeen. De kop ervan is bolvormig. Het bot is niet erg robuust, met een korte deltopectorale kam en binnenhoek. De ellepijp is ongeveer even lang als het opperarmbeen wat heel vogelachtig aandoet: bij de meeste Maniraptora is de ellepijp korter. De ellepijp is eveneens niet zwaargebouwd. Het spaakbeen buigt iets naar voren, een afgeleid kenmerk dat bij Caydipterygidae nooit eerder waargenomen was.
De pols bewaart drie carpalia en de beschrijvers besteden veel aandacht aan de bouw van deze minuscule botjes. Het radiale is wigvormig met tussen het vlak dat naar de onderarm gericht is en het vlak richting andere carpalia een hoek van 39°, wat erg weinig is voor een oviraptorosauriër maar overeenkomt met de waarden bij sommige Deinonychosauria. Een tweede carpale, het befaamde halvemaanvormige waarmee maniraptoren hun vleugel opvouwen, is juist vrij vlak, ander dan bij Paraves maar normaal voor Oviraptorosauria. Van het derde element was het onduidelijk of het om het intermedium ging of om het ulnare dat de ellepijp raakt.
Het eerste middenhandsbeen is relatief korter dan bij enige andere bekende oviraptorosauriër. Zelfs bij andere caudipterygiden ligt de verhouding met het tweede middenhandsbeen hoger dan 40%. Het raakvlak met het halvemaanvormige carpale is licht hol in plaats van vlak. Het bovenvlak van het eerste vingerkootje is ook licht hol in plaats van sterk uitgehold als bij afgeleide oviraptorosauriërs. Bij de handelementen zijn de putjes voor de gewrichtskapsels afwezig of klein en liggen dan aan de voorzijde. Dat wijkt sterk af van de toestand bij andere Caudipterygidae waar er een centrale put is in het midden van het uiteinde maar lijkt op de situatie bij afgeleide Oviraptorosauria. Het eerste en tweede kootje van de tweede vinger hebben samen een lengte die 10% hoger ligt dan die van het tweede middenhandsbeen, een relatief lage waarde. De derde vinger is niet extreem gereduceerd: er is nog een, kleine, derde handklauw. De handklauwen zijn sterk gekromd.
Bij het darmbeen heeft het voorblad geen sterk afhangende punt, anders dan bij Caudipteryx. Het aanhangsel voor het schaambeen heeft een ingesnoerde basis, een zeldzaam kenmerk gedeeld met Similicaudipteryx. Het schaambeen staat licht schuin naar voren. Het is relatief kort zoals bij de meeste caudipterygiden. Het beenschort tussen de schaambeenderen is relatief lang, als bij Similicaudipteryx. Het zitbeen heeft een sterk holle achterrand en een groot driehoekig uitsteeksel op de voorrand voor de Musculus adductor femoris I.
Het dijbeen mist een vierde trochanter. Het onderbeen is een kwart langer dan het dijbeen. Er is geen vergroeiing tot een tibiotarsus of tarsomatatarsus. Het derde middenvoetsbeen is overdwars toegeknepen maar het tweede en vierde raken elkaar niet zodat een echt arctometatarsale voet ontbreekt. DE teenkootjes missen echte scharniergewrichten. De voetklauwen zijn vrij recht met in het midden geplaatste "bloedgroeven" terwijl ze bij Caudipteryx dichter bij de onderrand lopen.

### Veren
Op een arm zijn penveren zichtbaar. Die verschillen van die van Caudipteryx doordat ze niet alleen aan de middenhand verbonden zijn maar ook aan de ellepijp. De conservering is te slecht dat er veel details waarneembaar zijn.

## Fylogenie
Xingtianosaurus werd binnen de Oviraptorosauria in de Caudipterygidae geplaatst, in een basale positie. Indien dat correct is, zouden de lange tweede vingers bij afgeleide Caudipterygidae en de Caenagnathidae onafhankelijk van elkaar ontwikkeld zijn. Verder zou een dergelijke parallelle evolutie zich ook hebben voorgedaan in de pols, in de ontwikkeling van een stomper radiale waarmee eenvoudiger de vleugel gevouwen kon worden.
De Italiaanse paleontoloog Andrea Cau voerde echter de gegevens van de beschrijving in zijn "Megamatrix" in en vond Xingtianosaurus als zustersoort van de Oviraptorosauria, in de Pennaraptora.